# Hummer H3T
O Hummer H3T  é uma picape esportiva off-road de porte médio-grande da Hummer derivada do H3, que foi produzida durante os anos de 2009 a 2010.
O veículo foi originalmente desenvolvido como uma picape conceito de cabine regular (duas portas) em 2003, que foi exibida no Salão do Automóvel de Los Angeles de 2004.  A versão de produção de cabine dupla de quatro portas para cinco passageiros apareceu no Salão do Automóvel de Chicago de 2008.  O H3T apresentava uma cama de 5 pés com caixas de armazenamento embutidas e vinha em pacotes de acabamento padrão H3T, H3T Adventure, H3T Luxury e H3T Alpha (com acabamento em tecido ou couro).
Um teste de estrada da Motor Trend relatou que o caminhão de 2009 "subiu degraus de pedra, correu por lavagens de areia e navegou por saliências íngremes com confiança e capacidade de sobra". Eles descreveram seu raio de giro como sendo "desconfortavelmente amplo" e que "em velocidade rodoviárias, teria sido bom ter uma sensação mais rápida e firme". 